# Niphidium carinatum
Niphidium carinatum là một loài thực vật có mạch trong họ Polypodiaceae. Loài này được Lellinger miêu tả khoa học đầu tiên năm 1972.